# Leptataspis
Leptataspis är ett släkte av insekter. Leptataspis ingår i familjen spottstritar.

## Dottertaxa tillLeptataspis, i alfabetisk ordning[1]
- Leptataspis acuta
- Leptataspis aglaie
- Leptataspis alahana
- Leptataspis amoena
- Leptataspis angulosa
- Leptataspis apicata
- Leptataspis bansaina
- Leptataspis barda
- Leptataspis beatifica
- Leptataspis bipars
- Leptataspis borneensis
- Leptataspis briseis
- Leptataspis bukidnona
- Leptataspis butuanensis
- Leptataspis cambodjana
- Leptataspis cassandra
- Leptataspis chloe
- Leptataspis cincta
- Leptataspis clio
- Leptataspis collaris
- Leptataspis concinna
- Leptataspis concolor
- Leptataspis costalis
- Leptataspis cyclopiana
- Leptataspis discolor
- Leptataspis diversa
- Leptataspis electa
- Leptataspis elegantula
- Leptataspis eurydice
- Leptataspis euterpe
- Leptataspis flavomarginata
- Leptataspis formusola
- Leptataspis fornax
- Leptataspis fortunata
- Leptataspis fruhstorferi
- Leptataspis fulviceps
- Leptataspis fulvicollis
- Leptataspis fuscipennis
- Leptataspis guttatiformis
- Leptataspis hecuba
- Leptataspis helena
- Leptataspis hendersoni
- Leptataspis horsfieldi
- Leptataspis horvathi
- Leptataspis impressa
- Leptataspis inclusa
- Leptataspis insularis
- Leptataspis intermedia
- Leptataspis kiangensis
- Leptataspis latipennis
- Leptataspis leonina
- Leptataspis leoninella
- Leptataspis lieftincki
- Leptataspis limonias
- Leptataspis lombokensis
- Leptataspis longirostris
- Leptataspis lutea
- Leptataspis lydia
- Leptataspis maheensis
- Leptataspis malaisei
- Leptataspis martha
- Leptataspis masoni
- Leptataspis matherana
- Leptataspis medanensis
- Leptataspis medea
- Leptataspis moorei
- Leptataspis moultoni
- Leptataspis murina
- Leptataspis nigripennis
- Leptataspis nigrolimbata
- Leptataspis novaeguineae
- Leptataspis ophir
- Leptataspis ophirina
- Leptataspis ornata
- Leptataspis palawana
- Leptataspis papua
- Leptataspis papuensis
- Leptataspis patagiata
- Leptataspis peracuta
- Leptataspis perakensis
- Leptataspis phiale
- Leptataspis phialiforme
- Leptataspis philippinensis
- Leptataspis philomele
- Leptataspis pirollei
- Leptataspis polyxena
- Leptataspis polyxenia
- Leptataspis postcingulata
- Leptataspis progne
- Leptataspis proserpinopsis
- Leptataspis quadrinotata
- Leptataspis quinqueguttata
- Leptataspis robinsoni
- Leptataspis rotundata
- Leptataspis royeri
- Leptataspis rubiana
- Leptataspis rubrolimbata
- Leptataspis rufimargo
- Leptataspis rufipes
- Leptataspis rugulosa
- Leptataspis rutilans
- Leptataspis sanguinea
- Leptataspis sanguiniflua
- Leptataspis scabra
- Leptataspis scabrida
- Leptataspis schlaginhaufeni
- Leptataspis selangorensis
- Leptataspis semicincta
- Leptataspis semipardalis
- Leptataspis sempolana
- Leptataspis siamensis
- Leptataspis similis
- Leptataspis specialis
- Leptataspis striata
- Leptataspis sumatrana
- Leptataspis sumbana
- Leptataspis testaceicollis
- Leptataspis toxopei
- Leptataspis trichinopolis
- Leptataspis trifasciata
- Leptataspis turana
- Leptataspis walkeri